# نانيوا-كو
نانيوا-كو (باليابانية: 浪速区) هو حي في اليابان، يقع في أوساكا، بلغ عدد سكانه 72,350 نسمة وذلك حسب إحصائيات سنة 2017، تبلغ مساحته 4.37 كيلومتر مربع.

## أعلام
- جونكو نودا
- كازومي تاكاهاشي